# Giulio Gatti Casazza
Giulio Gatti Casazza (Udine, 3 febbraio 1869 – Ferrara, 2 settembre 1940) è stato un impresario teatrale italiano.
Giunse a essere direttore del Metropolitan Opera House di New York.

## Biografia

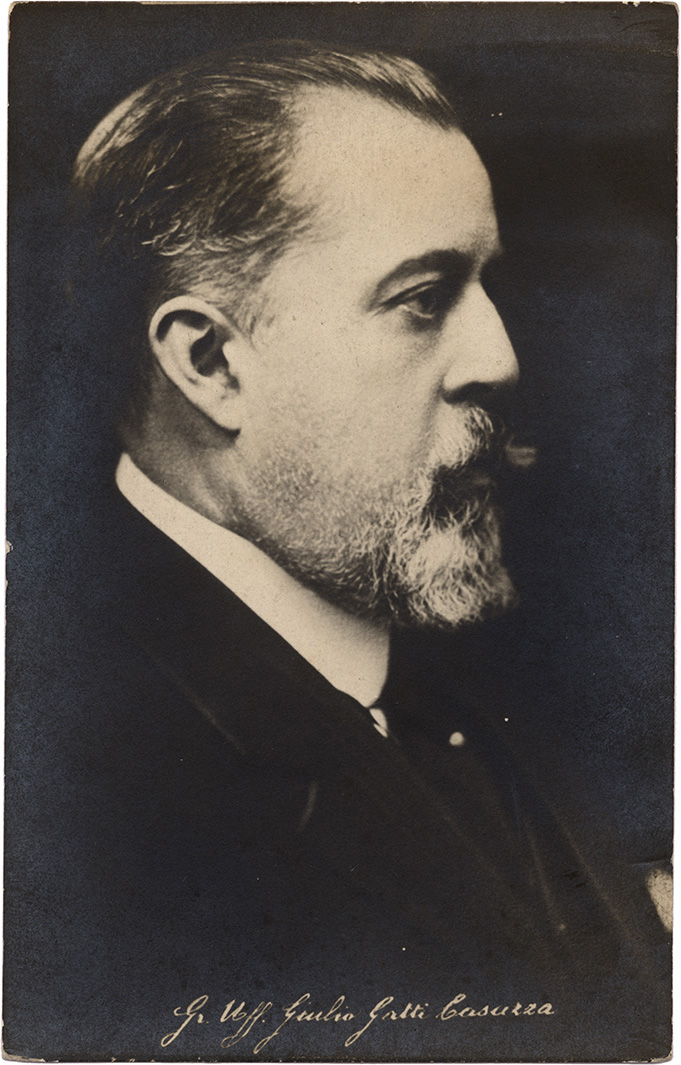
Giulio Gatti Casazza di profilo

Figlio di Stefano Gatti Casazza, garibaldino dei Mille, deputato e poi senatore del Regno d'Italia, pure direttore del Teatro comunale di Ferrara, Giulio gli succede alla guida del teatro, e con notevole e sorprendente successo, tanto che nel 1898, grazie anche al sostegno di Arrigo Boito e il duca Guido Visconti di Modrone, gli viene affidato il Teatro alla Scala di Milano, che in quel momento versava in crisi e aveva chiuso i battenti da una stagione.
Giulio era il maggiore di due fratelli, il minore Giuseppe Gatti Casazza fu architetto oltre che collezionista di settecento veneziano.
Il giovane Gatti Casazza, laureato in ingegneria navale a Genova, imprime alla Scala un formidabile scatto verso la modernità: con il provvidenziale aiuto di Arturo Toscanini, direttore musicale del Teatro, arricchisce il repertorio di titoli moderni (e le opere di Wagner si contendono il primato di popolarità con le ultime di Verdi e quelle della Giovane Scuola Italiana), contribuisce a svecchiare il gusto e la pratica esecutiva del tradizionale repertorio melodrammatico, fa debuttare in Italia capolavori di Strauss, Debussy, Čajkovskij. Soprattutto rivoluziona il modello produttivo ed economico della vita teatrale italiana, sostituendo la secolare prassi dell'impresariato con quella di una gestione di fatto manageriale. Gatti Casazza è il primo direttore generale della Scala con stipendio fisso.
Nel 1908 lascia Milano alla volta degli Stati Uniti: raggiunto dalla fama e dalle ottime cronache della vita musicale milanese, il board guidato dal mecenate Otto Kahn gli affida a sorpresa la guida del Metropolitan di New York.
Gatti Casazza, giunto in America per restarci pochi anni, è ancora oggi il direttore più longevo della storia del Metropolitan: la sua amministrazione, divenuta leggendaria e modello di efficienza, oculatezza e coraggio, ha tenuto le redini del massimo teatro americano fino al 1935, trasformando quello che era un vecchio e malmesso carrozzone, messo in ginocchio dagli impresari, nel più grande e ricco teatro d'opera del mondo.
Nel 1910 sposa il soprano Frances Alda, da cui divorzia per evidenti incompatibilità caratteriali. In seconde nozze si unisce quindi con la ballerina Rosina Galli, già giovanissima allieva della Scuola di Ballo della Scala e quindi étoile di successo, divenuta nel frattempo direttrice della compagnia di danza del MET.
Nei suoi lunghi anni americani Gatti Casazza si impegna a far conoscere la cultura europea, imponendo di fatto l'uso della lingua italiana in teatro; tiene a battesimo diverse storiche prime assolute, tra cui quelle de La fanciulla del West e del Trittico di Giacomo Puccini, Koenigskinder di Humperdinck. Incentiva e promuove per primo l'opera americana. Raggiunge negli anni una grande popolarità e gli vengono dedicate ben due copertine del Time.
Torna in Italia nel 1935 e si trasferisce in una bella villa sul Lago Maggiore, a Lesa. Quindi a Milano e poi, rimasto vedovo, si ritira nella sua Ferrara, dove muore nel settembre del 1940.
Figura di assoluto riferimento nello sviluppo storico della produzione operistica, è stato di fatto il primo dei moderni sovrintendenti.
Notevole il suo fiuto nello scoprire talenti vocali e direttoriali: a lui sono legate le carriere di alcune delle più illustri voci della prima metà del Novecento, tra le quali quelle di Enrico Caruso, Beniamino Gigli, Rosa Ponselle, Fedor Saliapin, José Mardones, Ezio Pinza e Nino Martini.
Lascia un vivido ritratto del mondo operistico della cosiddetta Golden age, della Scala e del Metropolitan, nelle sue Memories of the Opera, una brillante e succosissima autobiografia, recentemente tradotta e pubblicata in Italia da Alberto Triola.